# Никотера
Никотера (итал. Nicotera) — коммуна в Италии, располагается в регионе Калабрия, подчиняется административному центру Вибо-Валентия.
Население составляет 6626 человек (на 2004 г.), плотность населения составляет 211 чел./км². Занимает площадь 32 км². Почтовый индекс — 89844. Телефонный код — 0963.
Покровителем коммуны почитается святой Иосиф Обручник, празднование 19 марта. Также в коммуне 15 августа особо празднуется Успение Пресвятой Богородицы.
Никотера граничит с коммунами Кандидони, Лимбади, Розарно, Спилинга.